# Szczytno (stacja kolejowa)
Szczytno – stacja kolejowa w Szczytnie, w województwie warmińsko-mazurskim, w Polsce. Według klasyfikacji PKP ma kategorię dworca regionalnego.

## Ruch pasażerski
| Rok  | Wymiana pasażerska na dobę |
| ---- | -------------------------- |
| 2017 | 300-499                    |
| 2022 | 500-699                    |

## Remont dworca
W 2015 roku zakończono remont dworca, w ramach którego odnowiono m.in. widniejący na jednej ze ścian dworca napis z niemiecką nazwą miejscowości – Ortelsburg. Wyremontowany został dworzec, budynek toalet oraz wieża ciśnień.